# Charlotte Finch
Charlotte Finch, född 1725, död 1813, var en brittisk hovfunktionär. Hon var guvernant för barnen till Georg III av Storbritannien och Charlotte av Mecklenburg-Strelitz mellan 1762 och 1793. Hon var en välkänd offentlig figur vid det dåvarande brittiska hovet och omtyckt av särskilt drottning Charlotte, som ska ha betraktat henne som en personlig vän. Hon övervakade allt som rörde kungabarnen tills de blev vuxna nog att bilda egna hushåll, och brevväxlande sedan ofta med dem. 
Hon var dotter till Thomas Fermor, 1st Earl of Pomfret och Henrietta Louisa Jeffreys, gifte sig 1746 med William Finch och blev mor till George Finch, 9th Earl of Winchilsea och Sophia Fielding. Hon utnämndes till kunglig guvernant vid kungens första barns födelse år 1762. Hon hade hand om prinsarna tills de fyllde 18 och fick bilda sina egna hushåll, och prinsessorna tills de fyllde 21 och deras uppfostran ansågs avslutad. Hon avslutade sin anställning 1793. Efter sin tid som guvernant brevväxlade hon med flera av sina forna elever.